# Границя Лапласа
Грани́ця Лапла́са — найбільше значення ексцентриситету, за якого розв'язок рівняння Кеплера, виражений у вигляді ряду за ексцентриситетом, збігається. Названо на честь французького математика П'єра Симона Лапласа. Приблизне значення границі Лапласа:
0,662 743 419 349 181 580 974 742 097 109 252 90.

## Пояснення
Рівняння Кеплера {\displaystyle M=E-\varepsilon \sin E} пов'язує між собою середню аномалію M з ексцентричною аномалією E для тіла, що рухається по еліпсу з ексцентриситетом ε. Це рівняння не можна розв'язати для E через елементарні функції, але теорема Лагранжа про обернення рядів дає розв'язок у вигляді степеневого ряду від ε:
{\displaystyle E=M+\sin(M)\,\varepsilon +{\tfrac {1}{2}}\sin(2M)\,\varepsilon ^{2}+\left({\tfrac {3}{8}}\sin(3M)-{\tfrac {1}{8}}\sin(M)\right)\,\varepsilon ^{3}+\cdots }
Радіус збіжності цього степеневого ряду (таке число, що за менших значень ряд збігається, а за більших — розбігається) при значеннях константи M, що не є цілочисельно кратними π, не залежить від вибору M і називається числом (границею) Лапласа.
Границя Лапласа є розв'язком рівняння
{\displaystyle {\frac {x\exp({\sqrt {1+x^{2}}})}{1+{\sqrt {1+x^{2}}}}}=1.}